# سوسمار شب
سوسمار شب نام گروهی از سوسمارهای بسیار کوچک و زنده‌زا است که میانگین اندازه آن‌ها از ۴ تا ۱۲ سانتیمتر است.
خانواده سوسمارهای شب، تنها یک سرده دارد که در آن ۲۳ گونه زنده وجود دارد.
پیش از این فکر می‌کردند که این سوسمار شب‌زی است و نام آن از آن زمان به یادگار مانده اما پس از مطالعات بیشتر آشکار شد که این خانواده از سوسمارها کاملاً روزرو هستند.
میزان زاد و ولد سوسمارهای شب در مقایسه با دیگر سوسمارهای کوچک بسیار کمتر است.